# Município de Union (condado de Logan, Ohio)
O município de Union (em inglês: Union Township) é um município localizado no condado de Logan no estado estadounidense de Ohio. No ano de 2010 tinha uma população de 819 habitantes e uma densidade populacional de 13,76 pessoas por km².

## Geografia
O município de Union encontra-se localizado nas coordenadas 40° 18′ 09″ N, 83° 50′ 20″ O. Segundo o Departamento do Censo dos Estados Unidos, o município tem uma superfície total de 59.51 km², da qual 59,29 km² correspondem a terra firme e (0,37 %) 0,22 km² é água.

## Demografia
Segundo o censo de 2010, tinha 819 pessoas residindo no município de Union. A densidade populacional era de 13,76 hab./km². Dos 819 habitantes, o município de Union estava composto pelo 97,68 % brancos, o 0,61 % eram afroamericanos, o 0,24 % eram amerindios, o 0,12 % eram asiáticos e o 1,34 % eram de uma mistura de raças. Do total da população o 0,37 % eram hispanos ou latinos de qualquer raça.